# Grindwal
Grindwal (Globicephala) – rodzaj wodnych ssaków z podrodziny Globicephalinae w obrębie rodziny delfinowatych (Delphinidae).

## Rozmieszczenie geograficzne
Rodzaj obejmuje gatunki występujące w tropikalnych, subtropikalnych, ciepłych, subarktycznych i subantarktycznych wodach wszystkich oceanów świata.

## Morfologia
Długość ciała samic 550–570 cm, samców 670–720 cm, noworodków 140–190 cm; masa ciała samic 1300–1500 kg, samców 2300–3500 kg, noworodków 40–80 kg.

## Systematyka
Rodzaj zdefiniował w 1828 roku francuski zoolog René Lesson w publikacji własnego autorstwa zatytułowanej Ogólna i szczegółowa historia naturalna ssaków i ptaków odkrytych od 1788 r. do dnia dzisiejszego. Gatunkiem typowym jest (oryginalne oznaczenie) grindwal długopłetwy (G. melas).

### Etymologia
- Globicephala (Globiocephalus): łac. globus ‘piłka, kula’; gr. κεφαλη kephalē ‘głowa’[13].
- Cetus: gr. κητος kētos ‘wieloryb’[14].
- Sphaerocephalus: gr. σφαίρα sphaíra ‘piłka, kula’; -κεφαλος -kephalos ‘-głowy’, od κεφαλη kephalē ‘głowa’[15]. Gatunek typowy (oznaczenie monotypowe): Globiocephalus incrassatus J.E. Gray, 1862 (= Delphinus melas Traill, 1809).
- Globiceps: łac. globus ‘piłka, kula’; -ceps ‘-głowy’, od caput, capitis ‘głowa’[13].

### Podział systematyczny
Do rodzaju należą następujące występujące współcześnie gatunki:
| Grafika | Gatunek                    | Autor i rok opisu | Nazwa zwyczajowa      | Podgatunki         | Rozmieszczenie geograficzne | Podstawowe wymiary                          | Status IUCN |
| ------- | -------------------------- | ----------------- | --------------------- | ------------------ | --- | ------------------------------------------- | ----------- |
|         | Globicephala melas         | (Traill, 1809)    | grindwal długopłetwy  | 2 podgatunki       | północny Ocean Atlantycki na południe do około Zwrotnika Raka (w tym Morze Barentsa, północne i zachodnie Morze Śródziemne i Zatoka Świętego Wawrzyńca), okołoglobalny na Oceanie Południowym (14–68° szerokości geograficznej południowej) | DC: 570–670 cm MC: 1300–2300 kg             | LC          |
|         | Globicephala macrorhynchus | J.E. Gray, 1846   | grindwal krótkopłetwy | gatunek monotypowy | wody tropikalne, subtropikalne i ciepłe umiarkowane na całym świecie (około od 50° szerokości geograficznej północnej do 40° szerokości geograficznej południowej), z wyjątkiem Morza Śródziemnego i Zatoki Perskiej                        | DC: około 550–720 cm MC: około 1500–3500 kg | LC          |

Kategorie IUCN:  LC  – gatunek najmniejszej troski.
Opisano również gatunki wymarłe:
- Globicephala etruriae Pilleri, 1987[18] (pliocen)
- Globicephala karsteni (Olfers, 1839)[19]
- Globicephala uncidens (Lankester, 1864)[20] (pliocen)